# Cantonul Bourges-1
Cantonul Bourges-1 este un canton din arondismentul Bourges, departamentul Cher, regiunea Centru, Franța.